# Знаки поштової оплати СРСР 1961
Знаки поштової оплати СРСР 1961 — перелік поштових марок, введених в обіг поштою СРСР у 1961 році.

## Список комеморативних марок
| № у каталозі                         | Зображення | Опис та джерело | Номінал        | Дата введення в обіг | Тираж      | Дизайн        |
| ------------------------------------ | ---------- | --- | -------------- | -------------------- | ---------- | ------------- |
| (ЦФА № 2521) (Mi #2478A) (Mi #2478C) |            | рос. Серия «Костюмы народов СССР» (Серія «Костюми народів СРСР»): - рос. Грузинские народные костюмы (Грузинські народні костюми).                                                                                      | 0,02 крб.      | 11 травня 1961 року  | 3 000 000  | В. Піменов    |
| (ЦФА № 2522) (Mi #2442A)             |            | рос. Серия «Костюмы народов СССР» (Серія «Костюми народів СРСР»): - рос. Молдавские народные костюмы (Молдавські народні костюми).                                                                                      | 0,02 крб.      | 28 січня 1961 року   | 2 800 000  | В. Піменов    |
| (ЦФА № 2523) (Mi #2443A)             |            | рос. Серия «Костюмы народов СССР» (Серія «Костюми народів СРСР»): - рос. Украинские народные костюмы (Українські народні костюми).                                                                                      | 0,03 крб..     | 10 січня 1961 року   | 2 500 000  | В. Піменов    |
| (ЦФА № 2524) (Mi #2479A) (Mi #2479C) |            | рос. Серия «Костюмы народов СССР» (Серія «Костюми народів СРСР»): - рос. Белорусские народные костюмы (Білоруські народні костюми).                                                                                     | 0,03 крб.      | 11 травня 1961 року  | 3 000 000  | В. Піменов    |
| (ЦФА № 2525) (Mi #2464A) (Mi #2464C) |            | рос. Серия «Костюмы народов СССР» (Серія «Костюми народів СРСР»): - рос. Казахские народные костюмы (Казахські народні костюми).                                                                                        | 0,03 крб.      | 20 грудня 1961 року  | 2 500 000  | В. Піменов    |
| (ЦФА № 2526) (Mi #2444A) (Mi #2444C) |            | рос. Серия «Костюмы народов СССР» (Серія «Костюми народів СРСР»): - рос. Корякские народные костюмы (Коряцький народні костюми).                                                                                        | 0,04 крб.      | 7 січня 1961 року    | 2 000 000  | В. Піменов    |
| (ЦФА № 2527) (Mi #2445A) (Mi #2445C) |            | рос. Серия «Костюмы народов СССР» (Серія «Костюми народів СРСР»): - рос. Русские народные костюмы (Російські народні костюми).                                                                                          | 0,06 крб.      | 7 січня 1961 року    | 2 000 000  | В. Піменов    |
| (ЦФА № 2528) (Mi #2446A) (Mi #2446C) |            | рос. Серия «Костюмы народов СССР» (Серія «Костюми народів СРСР»): - рос. Армянские народные костюмы (Вірменські народні костюми).                                                                                       | 0,10 крб.      | 7 січня 1961 року    | 2 200 000  | В. Піменов    |
| (ЦФА № 2529) (Mi #2495A) (Mi #2495C) |            | рос. Серия «Костюмы народов СССР» (Серія «Костюми народів СРСР»): - рос. Эстонские народные костюмы (Естонські народні костюми).                                                                                        | 0,12 крб.      | 8 червня 1961 року   | 3 000 000  | В. Піменов    |
| (ЦФА № 2530) (Mi #2524)              |            | рос. Серия «Русские народные сказки в литературных произведениях» (Серія «Російські народні казки і казкові мотиви в літературних творах»): - рос. «Гуси-лебеди» («Гуси-лебеді»).                                       | 0,01 крб.      | 30 серпня 1961 року  | 3 200 000  | Є. Комаров    |
| (ЦФА № 2531) (Mi #2525)              |            | рос. Серия «Русские народные сказки в литературных произведениях» (Серія «Російські народні казки і казкові мотиви в літературних творах»): - рос. Лиса, Заяц и Петух («Лисиця, Заєць і Півень»).                       | 0,03 крб.      | 30 серпня 1961 року  | 3 000 000  | Є. Комаров    |
| (ЦФА № 2532) (Mi #2480)              |            | рос. Серия «Русские народные сказки в литературных произведениях» (Серія «Російські народні казки і казкові мотиви в літературних творах»): - рос. П. П. Ершов. «Конёк-Горбунок» (П. Єршов. «Горбоконик»).              | 0,04 крб.      | 15 травня 1961 року  | 2 800 000  | Є. Комаров    |
| (ЦФА № 2533) (Mi #2481)              |            | рос. Серия «Русские народные сказки в литературных произведениях» (Серія «Російські народні казки і казкові мотиви в літературних творах»): - рос. «Мужик и Медведь» («Мужик і Ведмідь»).                               | 0,06 крб.      | 15 травня 1961 року  | 2 300 000  | Р. Житков     |
| (ЦФА № 2534) (Mi #2447)              |            | рос. Серия «Русские народные сказки в литературных произведениях» (Серія «Російські народні казки і казкові мотиви в літературних творах»): - рос. А. С. Пушкин. «Руслан и Людмила» (О. С. Пушкін. «Руслан і Людмила»). | 0,10 крб.      | 7 січня 1961 року    | 2 500 000  | Р. Житков     |
| (ЦФА № 2535) (Mi #2448)              |            | рос. Серия «Фауна СССР» (Серія «Фауна СРСР»): - рос. Бурый медведь (Ведмідь бурий). | 0,01 крб.      | 28 січня 1961 року   | 2 800 000  | А. Комаров    |
| (ЦФА № 2536) (Mi #2449)              |            | рос. Серия «Фауна СССР» (Серія «Фауна СРСР»): - рос. Бобр (Бобер). | 0,06 крб.      | 10 січня 1961 року   | 2 100 000  | А. Комаров    |
| (ЦФА № 2537) (Mi #2450)              |            | рос. Серия «Фауна СССР» (Серія «Фауна СРСР»): - рос. Косуля (Сарна). | 0,10 крб.      | 7 січня 1961 року    | 2 100 000  | А. Комаров    |
| (ЦФА № 2538) (Mi #2451)              |            | рос. 40 лет ленинского плана ГОЭЛРО. 1920-1960 (40 років ленінського плану ДЕЕЛРО. 1920-1960). | 0,04 крб.      | 15 січня 1961 року   | 3 000 000  | І. Левін      |
| (ЦФА № 2539) (Mi #2452)              |            | рос. 40 лет ленинского плана ГОЭЛРО. 1920-1960 (40 років ленінського плану ДЕЕЛРО. 1920-1960). | 0,10 крб.      | 20 лютого 1961 року  | 7 000 000  | І. Левін      |
| (ЦФА № 2540) (Mi #2512)              |            | рос. Серия «За изобилие сельскохозяйственных продуктов» (Серія «За достаток сільськогосподарських продуктів»). - рос. Животноводство (Тваринництво).                                                                    | 0,03 крб.      | 31 липня 1961 року   | 2 600 000  | А. Зав'ялов   |
| (ЦФА № 2541) (Mi #2453)              |            | рос. Серия «За изобилие сельскохозяйственных продуктов» (Серія «За достаток сільськогосподарських продуктів»). - рос. Посевы кукурузы (Посіви кукурудзи).                                                               | 0,04 крб.      | 3 лютого 1961 року   | 10 000 000 | А. Зав'ялов   |
| (ЦФА № 2542) (Mi #2496)              |            | рос. Серия «За изобилие сельскохозяйственных продуктов» (Серія «За достаток сільськогосподарських продуктів»). - рос. Комбайны в поле (Комбайни в полі).                                                                | 0,06 крб.      | 8 червня 1961 року   | 2 000 000  | А. Зав'ялов   |
| (ЦФА № 2543) (Mi #2454)              |            | рос. Серия «За изобилие сельскохозяйственных продуктов» (Серія «За достаток сільськогосподарських продуктів»). - рос. Сбор фруктов (Збір фруктів).                                                                      | 0,10 крб.      | 3 лютого 1961 року   | 10 000 000 | А. Зав'ялов   |
| (ЦФА № 2544) (Mi #2455)              |            | рос. 125-летие со дня рождения Н.А.Добролюбова (1836-1861) (125-річчя від дня народження М. О. Добролюбова (1836-1861)).                                                                                                | 0,04 крб.      | 5 лютого 1961 року   | 3 000 000  | Р. Жітков     |
| (ЦФА № 2545) (Mi #2456)              |            | рос. 100-летие со дня рождения химика-органика Н.Д.Зелинского (1861-1953) (100-річчя від дня народження хіміка-органіка М. Д. Зелінського (1861-1953)).                                                                 | 0,04 крб.      | 6 лютого 1961 року   | 3 000 000  | А. Зав'ялов   |
| (ЦФА № 2546) (Mi #2457)              |            | рос. 40-летие Грузинской Советской Социалистической Республики (40-річчя ГРСР). | 0,04 крб.      | 15 лютого 1961 року  | 5 000 000  | В. Піменов    |
| (ЦФА № 2547) (Mi #2458)              |            | рос. Герой Советского Союза сержант В. П. Мирошниченко (1916-1941) (Герой Радянського Союзу сержант В. П. Мірошниченко (1916-1941)).                                                                                    | 0,04 крб.      | 23 лютого 1961 року  | 3 000 000  | Л. Голованов  |
| (ЦФА № 2548-2549) (Mi #2460-2461)    |            | рос. 100-летие со дня смерти Т.Г.Шевченко (100-річчя від дня смерті Т.Г.Шевченка). | 0,03 0,06 крб. | 10 березня 1961 року | 3 000 000  | В. Зав'ялов   |
| (ЦФА № 2550) (Mi #2523)              |            | рос. Памятник Н.Щорсу в Киеве (Пам'ятник М. Щорсу в Києві). | 0,02 крб.      | 28 серпня 1961 року  | 5 000 000  | Х. Ушенін     |
| (ЦФА № 2551) (Mi #2462)              |            | рос. Памятник Т.Г.Шевченко в Харькове (Пам'ятник Т.Г.Шевченко в Харкові). | 0,04 крб.      | 13 березня 1961 року | 3 000 000  | Х. Ушенін     |
| (ЦФА № 2552) (Mi #2530)              |            | рос. Памятник Г.И.Котовскому в Кишинёве (Пам'ятник Г. І. Котовському в Кишиневі). | 0,04 крб.      | 15 вересня 1961 року | 2 300 000  | Х. Ушенін     |
| (ЦФА № 2553) (Mi #2463)              |            | рос. 600-летие со дня рождения русского иконописца Андрея Рублёва (1360 – 1428) (600-річчя від дня народження російського іконописця Андрія Рубльова (1360 - 1428).                                                     | 0,04 крб.      | 13 березня 1961 року | 2 500 000  | В. Зав'ялов   |
| (ЦФА № 2554) (Mi #2464)              |            | рос. 125-летие со дня рождения Н.В.Склифосовского (1836 - 1904) (125-річчя від дня народження М. В. Скліфосовського (1836 - 1904).                                                                                      | 0,04 крб.      | 26 березня 1961 року | 3 000 000  | В. Зав'ялов   |
| (ЦФА № 2555) (Mi #2465)              |            | рос. 50-летие со дня смерти микробиолога Роберта Коха (1843-1910) (50-річчя з дня смерті мікробіолога Роберта Коха (1843-1910).                                                                                         | 0,06 крб.      | 26 березня 1961 року | 3 000 000  | С. Соколов    |
| (ЦФА № 2556) (Mi #2468)              |            | рос. Серия «Советская космическая станция «Венера-1» (Серія «Радянська космічна станція «Венера-1»): - рос. Космическая ракета на фоне земного шара (Космічна ракета на тлі земної кулі).                               | 0,06 крб.      | 7 квітня 1961 року   | 5 000 000  | І. Левін      |
| (ЦФА № 2557) (Mi #2469)              |            | рос. Серия «Советская космическая станция «Венера-1» (Серія «Радянська космічна станція «Венера-1»): - рос. Схема полета к Венере (Схема польоту до Венери).                                                            | 0,10 крб.      | 26 квітня 1961 року  | 3 000 000  | І. Левін      |
| (ЦФА № 2558) (Mi #2466)              |            | рос. 50-летие со дня основания Государственного русского народного хора имени М. Е. Пятницкого (50-річчя від дня заснування Державного академічного хору імені М. Ю. Пятницького).                                      | 0,04 крб.      | 7 квітня 1961 року   | 3 000 000  | Е. Комаров    |
| (ЦФА № 2559) (Mi #2467)              |            | рос. 100-летие со дня основания журнала «Вокруг света» (100-річчя від дня заснування журналу «Вокруг света»). | 0,06 крб.      | 7 квітня 1961 року   | 5 000 000  | Л. Зав'ялов   |
| (ЦФА № 2560) (Mi #2473A)             |            | рос. Первый космический полет Ю.А.Гагарина на корабле «Восток» (Перший космічний політ Ю.О.Гагаріна на кораблі «Восток»): - рос. Портрет Ю.Гагарина (Портрет Ю.Гагаріна).                                               | 0,03 крб.      | 13 квітня 1961 року  | 5 000 000  | І. Левін      |
| (ЦФА № 2561) (Mi #2474C)             |            | рос. Первый космический полет Ю.А.Гагарина на корабле «Восток» (Перший космічний політ Ю.О.Гагаріна на кораблі «Восток»): - рос. Космический корабль на фоне Кремля (Космічний корабель на тлі Кремля).                 | 0,06 крб.      | 17 квітня 1961 року  | 3 000 000  | І. Левін      |
| (ЦФА № 2562) (Mi #2475C)             |            | рос. Первый космический полет Ю.А.Гагарина на корабле «Восток» (Перший космічний політ Ю.О.Гагаріна на кораблі «Восток»): - рос. Космический корабль (Космічний корабель).                                              | 0,10 крб.      | 17 квітня 1961 року  | 3 000 000  | І. Левін      |
| (ЦФА № 2563) (Mi #2473B)             |            | рос. Первый космический полет Ю.А.Гагарина на корабле «Восток» (Перший космічний політ Ю.О.Гагаріна на кораблі «Восток»): - рос. Портрет Ю.Гагарина (Портрет Ю.Гагаріна).                                               | 0,03 крб.      | 17 квітня 1961 року  | 300 000    | І. Левін      |
| (ЦФА № 2564) (Mi #2474B)             |            | рос. Первый космический полет Ю.А.Гагарина на корабле «Восток» (Перший космічний політ Ю.О.Гагаріна на кораблі «Восток»): - рос. Космический корабль на фоне Кремля (Космічний корабель на тлі Кремля).                 | 0,06 крб.      | 17 квітня 1961 року  | 300 000    | І. Левін      |
| (ЦФА № 2565) (Mi #2475B)             |            | рос. Первый космический полет Ю.А.Гагарина на корабле «Восток» (Перший космічний політ Ю.О.Гагаріна на кораблі «Восток»): - рос. Космический корабль (Космічний корабель).                                              | 0,10 крб.      | 17 квітня 1961 року  | 300 000    | І. Левін      |
| (ЦФА № 2566-2567) (Mi #2471-2472)    |            | рос. День освобождения Африки (День Африки): - рос. Свободу Народам Африки (Свободу Народам Африки). - рос. Эмблема (Емблема).                                                                                          | 0,04 0,06 крб. | 15 квітня 1961 року  | 3 000 000  | І. Левін      |
| (ЦФА № 2568) (Mi #2470)              |            | рос. Присвоение Университету дружбы народов имени Патриса Лумумбы (Присвоєння Університету дружби народів імені Патріса Лумумби).                                                                                       | 0,04 крб.      | 15 квітня 1961 року  | 200 000    | В. Піменов    |
| (ЦФА № 2569) (Mi #2476)              |            | рос. 91-летие со дня рождения В.И.Ленина (91-річчя від дня народження В. І. Леніна). | 0,04 крб.      | 22 квітня 1961 року  | 3 000 000  | В. Зав'ялов   |
| (ЦФА № 2573) (Mi #2484A)             |            | рос. Серия «Десятый стандартный выпуск. В.И.Ленин» (Серія «Десятий стандартний випуск. В.І.Ленін»). | 0,20 крб.      | 22 червня 1961 року  | 20 000 000 | П. Васильєв   |
| (ЦФА № 2574) (Mi #2485A)             |            | рос. Серия «Десятый стандартный выпуск. В.И.Ленин» (Серія «Десятий стандартний випуск. В.І.Ленін»). | 0,30 крб.      | 13 червня 1961 року  | 7 000 000  | П. Васильєв   |
| (ЦФА № 2575) (Mi #2486A)             |            | рос. Серия «Десятый стандартный выпуск. В.И.Ленин» (Серія «Десятий стандартний випуск. В.І.Ленін»). | 0,50 крб.      | 22 травня 1961 року  | 5 000 000  | П. Васильєв   |
| (ЦФА № 2576) (Mi #2487)              |            | рос. Памяти борца за свободу Патриса Лумумбы (1925-1961) (Пам'яті борця за свободу Патріса Лумумби (1925-1961). | 0,02 крб.      | 29 травня 1961 року  | 3 000 000  | С. Соловйов   |
| (ЦФА № 2586) (Mi #2494)              |            | рос. Серия «Дети Советской страны» (Серія «Діти Радянської країни»). | 0,04 крб.      | 31 травня 1961 року  | 3 000 000  | В. Піменов    |
| (ЦФА № 2587) (Mi #2498)              |            | рос. Серия «IV и V советские космические спутники» (Серія «IV і V радянські космічні супутники»): - рос. Собака Чернушка (Собака Чорнушка).                                                                             | 0,04 крб.      | 8 червня 1961 року   | 3 500 000  | І. Левін      |
| (ЦФА № 2588) (Mi #2497)              |            | рос. Серия «IV и V советские космические спутники» (Серія «IV і V радянські космічні супутники»): - рос. Собака Звездочка (Собака Зірочка).                                                                             | 0,02 крб.      | 8 червня 1961 року   | 3 000 000  | І. Левін      |
| (ЦФА № 2591) (Mi #2501)              |            | рос. Памяти Д.М.Карбышева (1880-1945) (Пам'яті Д.М.Карбишева (1880-1945). | 0,04 крб.      | 22 червня 1961 року  | 3 000 000  | А. Зав'ялов   |
| (ЦФА № 2592) (Mi #2503)              |            | рос. Серия «Всесоюзная спартакиада по техническим видам спорта» (Серія «Всесоюзна спартакіада з технічних видів спорту»): - рос. Планер (Планер).                                                                       | 0,04 крб.      | 5 липня 1961 року    | 3 800 000  | В. Зав'ялов   |
| (ЦФА № 2593) (Mi #2504)              |            | рос. Серия «Всесоюзная спартакиада по техническим видам спорта» (Серія «Всесоюзна спартакіада з технічних видів спорту»): - рос. Скутер (Скутер).                                                                       | 0,06 крб.      | 5 липня 1961 року    | 3 100 000  | В. Зав'ялов   |
| (ЦФА № 2594) (Mi #2505)              |            | рос. Серия «Всесоюзная спартакиада по техническим видам спорта» (Серія «Всесоюзна спартакіада з технічних видів спорту»): - рос. Мотогонки (Мотоперегони).                                                              | 0,10 крб.      | 5 липня 1961 року    | 2 700 000  | В. Зав'ялов   |
| (ЦФА № 2603) (Mi #2521)              |            | рос. Серия «Космический полёт, совершенный 6-7/VIII/1961 Г.С.Титовым на корабле «Восток-2» (Серія «Космічний політ, здійснений 6-7/VIII/1961 Г.С.Титовим на кораблі «Восток-2»).                                        | 0,04 крб.      | 8 серпня 1961 року   | масовий    | І. Левін      |
| (ЦФА № 2604) (Mi #2522)              |            | рос. Серия «Космический полёт, совершенный 6-7/VIII/1961 Г.С.Титовым на корабле «Восток-2» (Серія «Космічний політ, здійснений 6-7/VIII/1961 Г.С.Титовим на кораблі «Восток-2»).                                        | 0,06 крб.      | 8 серпня 1961 року   | масовий    | І. Левін      |
| (ЦФА № 2613) (Mi #2568)              |            | рос. Великая Отечественная война 1941-1945 гг. (Велика Вітчизняна війна 1941-1945 рр.) - рос. Разгром немецко-фашистских войск под Москвой в 1941 году (Разгром німецько-фашистських військ під Москвою в 1941 році).   | 0,04 крб.      | 28 грудня 1961 року  | 2 000 000  | Ю. Ряховській |
| (ЦФА № 2653) (Mi #2570)              |            | рос. 100-летие со дня рождения Фритьофа Нансена (1861-1930) (100-річчя від дня народження Фрітьйофа Нансена (1861-1930).                                                                                                | 0,06 крб.      | 30 грудня 1961 року  | 5 000 000  | Л. Зав'ялов   |

## Десятий випуск стандартних марок
| № у каталозі             | Зображення | Опис та джерело                                     | Номінал   | Дата введення в обіг | Тираж   | Дизайн      |
| ------------------------ | ---------- | --------------------------------------------------- | --------- | -------------------- | ------- | ----------- |
| (ЦФА № 2510) (Mi #2434)  |            | рос. Комбайнер (Комбайнер)                          | 0,01 крб. | 1 січня 1961 року    | масовий | В. Зав'ялов |
| (ЦФА № 2511) (Mi #2435)  |            | рос. Комбайн (Комбайн)                              | 0,02 крб. | 1 січня 1961 року    | масовий | В. Зав'ялов |
| (ЦФА № 2512) (Mi #2436)  |            | рос. В космос! (В космос!)                          | 0,03 крб. | 1 січня 1961 року    | масовий | В. Зав'ялов |
| (ЦФА № 2513) (Mi #2437)  |            | рос. Герб и Флаг (Герб та Прапор)                   | 0,04 крб. | 1 січня 1961 року    | масовий | В. Зав'ялов |
| (ЦФА № 2514) (Mi #2438)  |            | рос. Кремль (Кремль)                                | 0,06 крб. | 1 січня 1961 року    | масовий | В. Зав'ялов |
| (ЦФА № 2515) (Mi #2438*) |            | рос. Кремль (Кремль)                                | 0,06 крб. | 1 січня 1961 року    | масовий | В. Зав'ялов |
| (ЦФА № 2516) (Mi #2439)  |            | рос. Рабочий и колхозница (Робітник та колгоспниця) | 0,10 крб. | 1 січня 1961 року    | масовий | В. Зав'ялов |
| (ЦФА № 2518) (Mi #2440)  |            | рос. Плотина (Гребля)                               | 0,16 крб. | 1 січня 1961 року    | масовий | В. Зав'ялов |

## Авіапоштові марки
| № у каталозі            | Зображення | Опис та джерело | Номінал   | Дата введення в обіг | Тираж     | Дизайн     |
| ----------------------- | ---------- | --- | --------- | -------------------- | --------- | ---------- |
| (ЦФА № 2651) (Mi #2566) |            | рос. Авиапочта (Авіапоштова) - рос. Вертолёт «Ми-4» над зданием Большого Кремлевського дворца (Вертоліт «Мі-4» над будівлею Великого Кремлевського палацу). | 0,06 крб. | 20 грудня 1961 року  | 1 000 000 | В. Піменов |